# Boeddhisme van A tot Z
Dit is een lijst met alle pagina's van A tot Z met betrekking tot het boeddhisme.
Zie ook:
- Lijst van boeddhistische termen (Pali en Sanskriet)
- Lijst van boeddhistische lokale termen - andere talen

## A
Abhidhamma - Adam's Peak - Afhankelijk Ontstaan - Ahimsa - Ajahn Chah - Ajahn Sumedho - Ajahn Mun - Ajanta - Akshobhya - Alara Kalama - Ambapali - Amitabha - Anagami - Ananda - Ananda Maitreya - Anathapindika - Angulimala - Antai-ji - Anuradhapura - Anuruddha - Arahant - Asalha Puja - Koning Asoka - Assaji - Atisha - Avalokitesvara - Avīci - Ayutthaya (oud) - Ayya Khema

## B
Baka Brahma - Bardo - bhikkhu - bhikkhuni - Bimbisara - Bodhgaya - Bodhi - Bodhiboom - Bodhidharma - Bodhisatta/Bodhisattva - Bodhisattva-beloftes - Boeddha - Boeddhisme - boeddhisme en vegetarisme - Boeddhisme per land - Boeddhistische concepten - Boeddhistische geschriften - Boeddhistische jaartelling - Boeddhistische kosmos - Boeddhistische Omroep Stichting - Boeddhistische lokale termen - Boeddhistische religies en stromingen - Boeddhistische tempel - Boeddhistische vlag - Borobudur - Buddhadasa - Buddhaghosa

## C
Chan - Changchub Dorje - Chödrag Gyatso - Chögyam Trungpa - Chöying Dorje

## D
Dalai lama - Dambulla - Deshin Shegpa - Deva - Devadatta - Devotie in het boeddhisme - Dhamma - Dhammapada - Dhukkha - Dhyani-Boeddha - Dorje Shugden- Drepung - Drie karakteristieken - Düdül Dorje - Düsum Khyenpa - Dzogchen

## E
Ellora

## F
Fa Xian - Charles Tenshin Fletcher

## G
Ganesha - Garoeda - Gautama Boeddha - Guanyin - Geëngageerd boeddhisme - Gendün Drub - Gendün Gyatso - Geloof in het boeddhisme - Gelug - Geschiedenis van het boeddhisme - God in het boeddhisme - Gouden urn- Graad van verlichting - Gyancain Norbu

## H
Heilige (boeddhisme) - Hinayana - Hsing Yun

## J
Jack Kornfield - Jebtsundamba- Jampäl Gyatso - Jhana- Jokhang - Jonangpa

## K
Kailash - Kalachakra - Kalu Rinpoche - Kandy - Philip Kapleau - Karma - Kagyü - Karma Pakshi - Kathina - Kälsang Gyatso - Khakyab Dorje - Khandhas - Khädrub Gyatso - Koan (Zen) - kroniek van het boeddhisme - Kushinagara

## L
Levenswiel

## M
Magha Puja - Maha Brahma - Mahayanaboeddhisme - Mahakala - Mahakasyapa - Mahamudra - Maha Moggallana - Mahinda - Maitreya - Mandala - Marpa - Meditatie over de dood - Metta - Metta meditatie - Middenweg - Mikyö Dorje - Milarepa - monnik

## N
Naga - Nagasena - Nalanda - Nagarjuna - Naropa - Nichiren Daoshonin - Nieuwe kadampa - Nirvana - Nu-causaliteit - Nyanasamvara Suvaddhana - Nyingma

## O
Om mani padme hum - Orgyen Trinley Dorje

## P
Pagan (stad) - Pali - Pali-canon - pänchen lama - Paramita - Parinibbana - Patimokkha - Padmasambhava - Pavarana - Pema Chödrön - Peta - Pha Bang - Polonnaruwa - Potala

## R
Rahula - Rakusu - Rangjung Dorje - Ricard, Matthieu - Rimé-beweging - Rolpey Dorje - Ringu Tulku

## S
Shabdrung - Shiva - Sakadagami - Sakya - Sakya trizin - Samadhi (boeddhisme) - Samatha - Samsara - Samye -Sangha - Sanskriet - Sariputta - Sarnath -Shamarpa- Shambhala-Sheng-yen - Shunryu Suzuki - Soetra - Sönam Gyatso - Songtsen Gampo - Sotapanna - Stoepa - Sunyata - Suttapitaka -

## T
Tantra - Taranatha-Tashilhunpo - Tenzin Gyatso - Thaise Bos Traditie - Theravada - Theravada-bedevaart - Thich Nhat Hanh - Thongwa Dönden - Thubten Chökyi Nyima - Thubten Gyatso - Tibetaans boeddhisme - Tibetaans boeddhistische canon - Tibetaans Dodenboek - Tien ketens - Tien Voorschriften - Tilopa - Tönpa Shenrab- Trinley Gyatso - Trinley Thaye Dorje - Tsangyang Gyatso - Thegchog Dorje - Tsültrim Gyatso - Tulku

## U
Uposatha

## V
Vairocana - Vajrayana boeddhisme - Vassa - Vasubandhu - Verlichting - Vesakha Puja - Vier Elementen (boeddhisme) - Vier Nobele Waarheden - Vier verheven toestanden - Vijf Voorschriften - Vijf Khandhas - Vinaya - Vipassana - Vipassana meditatie - Vrienden van de Westerse Boeddhistische Orde -Vroege boeddhistische scholen

## W
Wangchug Dorje - Wat - Wat Si Saket - Wat Phnom - Wedergeboorte - Westers boeddhisme - Westerse Boeddhistische Orde

## X
Xuanzang

## Y
Yeshe Dorje - Yönten Gyatso

## Z
Zanabazar- Zazen - Zenboeddhisme - Zes bovennatuurlijke krachten - Zes zintuigen - Zilveren Pagode (Phnom Penh) - Zuiver Land-boeddhisme
België · Cambodja · China (Hongkong · Tibet) · India · Indonesië · Japan · Korea · Myanmar · Mongolië · Nederland · Rusland · Sri Lanka · Taiwan · Thailand